# Ракинац
Ракинац је насеље у Србији у општини Велика Плана у Подунавском округу. Према попису из 2022. има 738 становника (према попису из 2011. било је 943 становника).

## Историја
Село лежи јужно од Великог Орашја Општина Велика Плана.
У крају селишту налазила се стара црквица, по којој се и брдо на коме је, зове Црквина. Раније су се ту познавали темељи, али их данас нема. Данас се ту налази само један камен, који је свакако служио као престо у олтару, и ту су, док село није добило цркву, долазили свештеници, прићешћивали су народ и служили службу. Мисли се да је ову цркву подигао кнез Лазар. Постоји предање да је на месту Вуковцу, западно од Ракинца, још пре Косовског боја постојало насеље Вукушић, у близини кога се налазе остаци неког старог гробља. Има још места на којима се налази трагови који указују на старо насеље. У место Свиње постоји старо гробље, а у месту Купусини има трагова од гробља које зову „маџарским“.
Ракинац је основан у доба прве Сеобе, а основале су га четири породице: Мартиновићи, Теофиловићи, Радојковићи и Ђорковићи су дошли од Косова, а Радојковићи су дошли од Сјенице. Доцније, за време друге Сеобе, дошли су Павловићи Тимотијевићи од Сјенице, Бранковићи од Косова и Ракићи из околине Коршумлије. У доба Кочине Крајине доселили су се Лазовићи из Старог Влаха, Лугавци из Прељине. Најзад су у току првог и другог Устанка и доцније досељене остале породице, и то од Тимока, од Нове Вароши, од Зајечара, од Видина, од Пирота, затим из Груже, Јасенице и Лепенице.
Ракинац се помиње у арачким списковима и имао је 1818. године 54 кућа. А по попису из 1921. године у Ракинцу је било 405 кућа са 2122 становника.
Предање вели да је село добило име по некоме Раки који је овамо први дошао. Причају да се пре тога село звало Стекојевац. Црква у Ракинцу подигнута 1875. године. (подаци крајем 1921. године).

## Демографија
У насељу Ракинац живи 890 пунолетних становника, а просечна старост становништва износи 44,6 година (43,0 код мушкараца и 46,2 код жена). У насељу има 331 домаћинство, а просечан број чланова по домаћинству је 3,32.
Ово насеље је великим делом насељено Србима (према попису из 2002. године), а у последња три пописа, примећен је пад у броју становника.
|  |

| Демографија | Демографија | Демографија |
| Година      | Становника  | Становника  |
| ----------- | ----------- | ----------- |
| 1948.       | 1.786       |             |
| 1953.       | 1.810       |             |
| 1961.       | 1.668       |             |
| 1971.       | 1.566       |             |
| 1981.       | 1.516       |             |
| 1991.       | 1.404       | 1.246       |
| 2002.       | 1.100       | 1.277       |
| 2011.       | 943         |             |
| 2022.       | 738         |             |

| Етнички састав према попису из 2002.‍ | Етнички састав према попису из 2002.‍ | Етнички састав према попису из 2002.‍ | Етнички састав према попису из 2002.‍ | Етнички састав према попису из 2002.‍ |
| ------------------------------------ | ------------------------------------ | ------------------------------------ | ------------------------------------ | ------------------------------------ |
|                                      |                                      |                                      |                                      |                                      |
| Срби                                 | Срби                                 |                                      | 1.082                                | 98,36%                               |
| Хрвати                               | Хрвати                               |                                      | 3                                    | 0,27%                                |
| Црногорци                            | Црногорци                            |                                      | 1                                    | 0,09%                                |
| Македонци                            | Македонци                            |                                      | 1                                    | 0,09%                                |
| непознато                            | непознато                            |                                      | 10                                   | 0,90%                                |

| Година пописа     | 1948. | 1953. | 1961. | 1971. | 1981. | 1991. | 2002. |
| ----------------- | ----- | ----- | ----- | ----- | ----- | ----- | ----- |
| Број домаћинстава | 367   | 380   | 402   | 394   | 374   | 363   | 331   |

| Број чланова      | 1  | 2  | 3  | 4  | 5  | 6  | 7  | 8 | 9 | 10 и више | Просек |
| ----------------- | -- | -- | -- | -- | -- | -- | -- | - | - | --------- | ------ |
| Број домаћинстава | 65 | 80 | 45 | 51 | 37 | 33 | 12 | 5 | 1 | 2         | 3,32   |

| Пол    | Укупно | Неожењен/Неудата | Ожењен/Удата | Удовац/Удовица | Разведен/Разведена | Непознато |
| ------ | ------ | ---------------- | ------------ | -------------- | ------------------ | --------- |
| Мушки  | 454    | 107              | 306          | 26             | 15                 | 0         |
| Женски | 496    | 73               | 299          | 108            | 12                 | 4         |
| УКУПНО | 950    | 180              | 605          | 134            | 27                 | 4         |

| Пол    | Укупно                    | Пољопривреда, лов и шумарство | Рибарство                            | Вађење руде и камена | Прерађивачка индустрија       |
| ------ | ------------------------- | ----------------------------- | ------------------------------------ | -------------------- | ----------------------------- |
| Мушки  | 300                       | 209                           | 0                                    | 0                    | 26                            |
| Женски | 224                       | 168                           | 0                                    | 0                    | 14                            |
| УКУПНО | 524                       | 377                           | 0                                    | 0                    | 40                            |
| Пол    | Производња и снабдевање   | Грађевинарство                | Трговина                             | Хотели и ресторани   | Саобраћај, складиштење и везе |
| Мушки  | 4                         | 11                            | 17                                   | 5                    | 13                            |
| Женски | 0                         | 1                             | 14                                   | 2                    | 2                             |
| УКУПНО | 4                         | 12                            | 31                                   | 7                    | 15                            |
| Пол    | Финансијско посредовање   | Некретнине                    | Државна управа и одбрана             | Образовање           | Здравствени и социјални рад   |
| Мушки  | 1                         | 0                             | 6                                    | 0                    | 3                             |
| Женски | 0                         | 1                             | 3                                    | 4                    | 4                             |
| УКУПНО | 1                         | 1                             | 9                                    | 4                    | 7                             |
| Пол    | Остале услужне активности | Приватна домаћинства          | Екстериторијалне организације и тела | Непознато            | Непознато                     |
| Мушки  | 1                         | 0                             | 0                                    | 4                    | 4                             |
| Женски | 4                         | 0                             | 0                                    | 7                    | 7                             |
| УКУПНО | 5                         | 0                             | 0                                    | 11                   | 11                            |

## Коришћена Литература
- „Летопис“: Подунавска места и обичаји Марина (Беч 1999 г.). Летопис период 1812 – 2009 г. Саставио од Писаних трагова, Летописа, по предању места у Јужној Србији, места и обичаји настанак села ко су били Досељеници чиме се бавили мештани
- Извор Монографија Подунавске области 1812-1927. објавјено (1927 г.)„Напредак Панчево,,
- Напомена

У уводном делу аутор је дао кратак историјски преглед овог подручја од праисторијских времена до стварање државе Краљевине Срба, Хрвата и Словенаца. Највећи прилог у овом делу чине ,»Летописи« и трудио се да не пропусти ниједну важну чињеницу у прошлости описиваних места.